# L'Extravagante Héritière
Pour plus de détails, voir Fiche technique et Distribution.
L'Extravagante Héritière (titre original : You Can't Run Away from It) est une comédie sentimentale américaine réalisée par Dick Powell, sortie en 1956.
Il s'agit d'un remake musical du film à succès New York-Miami tourné par Frank Capra en 1934, avec Clark Gable et Claudette Colbert.

## Synopsis
Persuadé que sa fille Ellen commet l'erreur de sa vie en épousant un pilote de course mondain dont elle s'est entichée, le millionnaire M. Andrews fait enlever sa fille quelques minutes après la cérémonie de mariage, et la séquestre à bord de son bateau. Mais elle s’enfuit à la nage et cherche à gagner le Texas pour rejoindre son « mari ». Dans le car qui la conduit à Tucson, elle fait la connaissance d'un homme dont elle ne sait pas qu'il est journaliste. Celui-ci découvre dans le journal la photo de la jeune héritière. Il accepte de l'aider à rejoindre son « mari » en échange de l'exclusivité de l'affaire dans la presse. Ce qu'ils ne savent pas encore, est qu'ils ne vont pas tarder à tomber amoureux l'un de l'autre. 

## Fiche technique
- Titre français : L'Extravagante Héritière
- Titre original : You Can't Run Away from It
- Réalisation : Dick Powell
- Production : Dick Powell et Richard Sokolove
- Studio de production : Columbia Pictures
- Scénario : Samuel Hopkins Adams, Claude Binyon et Robert Riskin
- Photographie : Charles Lawton Jr.
- Musique : George Duning et Gene de Paul
- Son :
- Montage : Al Clark
- Pays de production :  États-Unis
- Durée : 95 min
- Genre :  Comédie loufoque, comédie  musicale, comédie romantique
- Format : couleur
- Dates de la sortie :
  - États-Unis : 31 octobre 1956
  - France : 3 mai 1957

## Distribution
- June Allyson : Ellen 'Ellie' Andrews
- Jack Lemmon : Peter Warne
- Charles Bickford : A. A. Andrews
- Paul Gilbert (en) : George Shapely
- Jim Backus : Danker
- Stubby Kaye : Fred Toten
- Henny Youngman : Le premier chauffeur
- Allyn Joslyn : Joe Gordon, rédacteur en chef
- Jacques Scott : Jacques 'Jack' Ballarino
- Russell Hicks : Le capitaine du bateau
- Queenie Smith : La dame âgée
- Walter Baldwin : Le premier propriétaire
- Frank Sully : Red
- Byron Foulger : Billings
- Herb Vigran : Détective